# 紫蘇蚜
紫蘇蚜（学名：Aulacorthum (Perillaphis）为常蚜科紫蘇蚜屬下的一个种。